# Iglesia de San Fructuoso (Músser)
La iglesia de San Fructuoso se encuentra en la entidad de población de Músser perteneciente al municipio de Lles en la comarca de la Baja Cerdaña (España). Está relacionada en la documentación de finales del siglo X del acta de consagración de la catedral de Santa María de Urgel.

## Edificio
Consta de nave rectangular con ábside semicircular, el cual presenta en el exterior una decoración lombarda de arcos ciegos y lesenas que dividen el tambor en cinco espacios. Toda esta parte está datada del siglo XI.
La puerta de entrada consta de tres arquivoltas de piedra granítica de sección rectangular, menos la primera trabajada en forma de bordón de cuarto de círculo, pertenece al mismo tipo que las puertas laterales de la fachada de la catedral de Santa María de la Seo de Urgel, seguramente de mediados del siglo XII.
Conserva en su interior una gran pila bautismal de inmersión. El campanario de torre es una construcción moderna.